# Kikoły
Kikoły [pronunciación en polaco: /kiˈkɔwɨ/] es un pueblo en Polonia. Se encuentra en el distrito administrativo de Gmina Pomiechówek, dentro del Distrito de Nowy Dwór Mazowiecki, Voivodato de Mazovia, en  el este de Polonia. Se encuentra aproximadamente 4 kilómetros al este de Brody-Parcele - la sede del gmina - 10 kilómetros al noreste de Nowy Dwór Mazowiecki, y 33 kilómetros al noroeste de Varsovia.